# Tình dục giao dịch
Tình dục giao dịch hay tình dục trao đổi/ đổi chác đề cập đến các mối quan hệ tình dục trong đó việc cho và/ hoặc nhận quà, tiền hoặc các dịch vụ khác là một yếu tố quan trọng. Những người tham gia không nhất thiết phải đóng khung bản thân trong mối quan hệ gái mại dâm/ khách hàng, mà thường là bạn gái/ bạn trai, hoặc sugar baby/ sugar daddy. Những người đề nghị quan hệ tình dục có thể cảm thấy tình cảm với bạn đời của họ.
Tình dục giao dịch là một tập hợp thay thế của hoạt động mại dâm, trong đó việc trao đổi phần thưởng bằng tiền cho tình dục bao gồm một loạt các nghĩa vụ (thường là phi hôn nhân) rộng hơn không nhất thiết liên quan đến một khoản thanh toán hoặc quà tặng được xác định trước, nhưng có động cơ nhất định để hưởng lợi vật chất từ trao đổi tình dục.

## Các trường hợp
Sự phổ biến của tình dục giao dịch ở châu Phi Hạ Sahara, phổ biến trong các mối quan hệ ngoài hôn nhân trên tất cả các loại thu nhập, có mối liên hệ chặt chẽ với các kỳ vọng về văn hóa xã hội về giới, theo đó đàn ông được mong đợi đóng vai trò là người trợ cấp cho bạn đời của họ và phụ nữ mong đợi được đền bù để "cho" tình dục. Điều này dẫn đến các giả định ngầm về trao đổi, theo đó, một người đàn ông có thể mua đồ uống cho một người phụ nữ và sự chấp nhận của cô ấy ngụ ý sự sẵn lòng quan hệ tình dục. Tình dục giao dịch cũng đang trở thành một phương tiện cho người nhập cư ở những nơi mà phụ nữ trẻ có quan hệ thân mật với đàn ông lớn tuổi, chẳng hạn như châu Âu hoặc Bắc Mỹ.
Sự đồng thuận chung giữa những người nghiên cứu tình dục giao dịch là nó được kết hợp với ảnh hưởng kết hợp của nghèo, ảnh hưởng của chủ nghĩa tiêu thụ phương Tây, sự khác biệt về sức mạnh kinh tế giữa nam giới và phụ nữ, và sự tan vỡ của tập tục hôn nhân châu Phi truyền thống liên quan đến sính lễ (bridewealth). Một số học giả cũng liên kết tình dục giao dịch với việc sử dụng sức mạnh khiêu dâm của phụ nữ và các chiến lược mới giữa các thế hệ và cho rằng đây là một phần của nền kinh tế đạo đức rộng lớn hơn, nơi số tiền mà phụ nữ trẻ kiếm được từ tình dục giao dịch được phân phối lại cho họ hàng và bạn bè đồng trang lứa.
Mặc dù những mối quan hệ này phổ biến ở châu Phi cận Sahara, chúng cũng ngày càng phổ biến ở các khu vực khác trên thế giới, chẳng hạn như Đông Nam Á.